# Bronsantennmal
Bronsantennmal (Nematopogon pilellus) är en fjärilsart som först beskrevs av Michael Denis och Ignaz Schiffermüller 1775.  Bronsantennmal ingår i släktet Nematopogon, och familjen antennmalar. Arten är reproducerande i Sverige.